# Mont des Fourches
Le mont des Fourches est un sommet des monts Faucilles culminant à 501 m d'altitude, dans la commune de Lamarche (Vosges, France).

## Situation
Il s'agit du plus haut sommet des monts Faucilles, série de collines faisant partie des plateaux de la Saône et disposées en arc, le long du seuil morvano-vosgien.
La butte-témoin se trouve dans la côte de l'Infra-Lias.